# Szybka Kolej Miejska w Warszawie
Szybka Kolej Miejska w Warszawie – system kolei aglomeracyjnej łączący centrum Warszawy z jej przedmieściami i niektórymi satelickimi miejscowościami. Wraz z Metrem Warszawskim, tworzy szkielet komunikacji miejskiej w Warszawie, uzupełniony przez Warszawską Kolej Dojazdową oraz połączenia Kolei Mazowieckich. Przewoźnikiem obsługującym linie SKM jest Szybka Kolej Miejska Sp. z o.o.

## Historia

### Przed II wojną światową
Pierwsze próby stworzenia systemu SKM w Warszawie miały miejsce przed wojną. W 1937 zelektryfikowano węzeł i wprowadzono kursy podmiejskie z częstotliwościami typowymi dla tego typu systemów. 15 grudnia 1936 uruchomiono sieć trakcyjną na linii do Otwocka i Pruszkowa, 22 maja 1937 oddano do użytku zelektryfikowany odcinek Pruszków – Grodzisk – Żyrardów, a 15 grudnia 1937 uruchomiono pociągi elektryczne do Mińska Mazowieckiego. Zastosowano tabor przystosowany do wysokich (węzłowych) peronów (powojenne serie PKP – EW51 i EW52).

### Po II wojnie światowej
Po wojnie zbudowano drugą nawę tunelu średnicowego. W okresie gospodarki planowej linię średnicową znacznie rozbudowano i zmodernizowano, a nowy tabor typów 1B/2B, ASEA i 3B/4B (serie PKP EW53, EW54, EW55) także był przystosowany do wysokich peronów, a liczbę drzwi zwiększono.
W 1963 oddano do użytku nowoczesną stację Warszawa Śródmieście (w miejscu zburzonego Dworca Głównego) i przystanki Warszawa Ochota, Powiśle oraz Stadion, a także osobny tunel dla pociągów dalekobieżnych.
W 1975 zbudowano w nowym miejscu Dworzec Centralny. Od czasów stanu wojennego i pogłębionego przez niego kryzysu społeczno-gospodarczego system podupadł, zmniejszyła się częstotliwość kursowania pociągów. Niekorzystny wpływ na poziom świadczonych przez kolej usług miały także przemiany ustrojowe, pod koniec lat 90. XX wieku kolej regionalna w Warszawie obsługiwała poniżej 1% realizowanych podróży, składy wysokoperonowe zastępowane były przez „uniwersalne” typu 5B/6B (seria PKP EN57), a rozkład jazdy nie przystawał do lokalnych potrzeb. Jedyne wówczas wyprodukowane zespoły wysokoperonowe (serie PKP EW58 i EW60) skierowano do Trójmiasta, gdyż Warszawa nie była postrzegana jako miejsce, gdzie komunikacja kolejowa ma jakieś znaczenie.

### XXI wiek
Dopiero pod koniec 2002 r. padła propozycja eksperta eksploatacji i ekonomistów transportu (m.in. R. Wodzickiego i A. Fularza), by system SKM zorganizować jako przedsiębiorstwo oddzielne od kolei państwowej PKP. Chodziło o zniwelowanie różnic taryfowych między PKP i ZTM. W ulotce Polskiego Naukowo-Technicznego Towarzystwa Eksploatacyjnego w Warszawie i referacie na konferencji we Wrocławiu na temat zintegrowanego transportu R. Wodzicki przeciwstawił się (luty-kwiecień 2003) projektowi wydzielenia linii średnicowej jako „kolejki typu metro”. W następstwie, A. Fularz na zorganizowanej wówczas konferencji prasowej przedstawił rozwiązania organizacyjne spotykane w stolicach Europy oraz zaproponował strukturę organizacyjną dla warszawskiej SKM.
Obecnie system SKM jest jednym z ważniejszych środków komunikacji aglomeracyjnej, a jego znaczenie ciągle rośnie. Postępują jego włączanie w system transportu miejskiego Warszawy oraz integracja kolejowej komunikacji aglomeracyjnej przez włączenie do niej ruchu regionalnego. Komunikacja kolejowa jest najszybszym środkiem komunikacji w aglomeracji osiągając prędkość handlową około 40 km/h.

## Linie
| Stan z dnia | S1                                     | S2                                               | S3                                                                  | S4                                                | S9               | S10                                   | S40                              |
| ----------- | -------------------------------------- | ------------------------------------------------ | ------------------------------------------------------------------- | ------------------------------------------------- | ---------------- | ------------------------------------- | -------------------------------- |
| 10.06.2025  | Pruszków – Otwock                      | Warszawa Lotnisko Chopina – Sulejówek Miłosna    | Warszawa Lotnisko Chopina – Legionowo                               | Piaseczno – Wieliszew / Zegrze Południowe         |                  |                                       | Piaseczno – Wieliszew / Radzymin |
| 12.03.2023  | Pruszków – Otwock                      | Warszawa Aleje Jerozolimskie – Sulejówek Miłosna | Warszawa Lotnisko Chopina – Legionowo Piaski / Wieliszew / Radzymin | Piaseczno – Legionowo / Wieliszew                 | linia zawieszona | Warszawa Aleje Jerozolimskie – Otwock |                                  |
| 30.08.2021  | Pruszków – Otwock                      | Warszawa Lotnisko Chopina – Sulejówek Miłosna    | Warszawa Lotnisko Chopina – Legionowo Piaski / Wieliszew / Radzymin |                                                   | linia zawieszona |                                       |                                  |
| 2.01.2020   | Pruszków – Otwock                      | Warszawa Lotnisko Chopina – Sulejówek Miłosna    | Warszawa Lotnisko Chopina – Wieliszew / Radzymin                    | Warszawa Zachodnia – Legionowo Piaski / Wieliszew |                  |                                       |                                  |
| 15.12.2019  | Pruszków – Otwock                      | Warszawa Lotnisko Chopina – Sulejówek Miłosna    | Warszawa Lotnisko Chopina – Legionowo Piaski / Wieliszew            | Warszawa Zachodnia – Legionowo Piaski / Wieliszew |                  |                                       |                                  |
| 8.11.2018   | Pruszków – Otwock                      | Warszawa Lotnisko Chopina – Sulejówek Miłosna    | Warszawa Lotnisko Chopina – Legionowo Piaski / Wieliszew            | Warszawa Zachodnia – Legionowo Piaski / Wieliszew |                  |                                       |                                  |
| 3.09.2017   | Warszawa Zachodnia – Otwock            | Warszawa Lotnisko Chopina – Sulejówek Miłosna    | Warszawa Lotnisko Chopina – Legionowo Piaski / Wieliszew            | Warszawa Zachodnia – Legionowo Piaski / Wieliszew |                  |                                       |                                  |
| 12.03.2017  | Pruszków – Otwock                      | Warszawa Lotnisko Chopina – Sulejówek Miłosna    | Warszawa Lotnisko Chopina – Legionowo Piaski / Wieliszew            | Warszawa Zachodnia – Legionowo Piaski / Wieliszew |                  |                                       |                                  |
| 12.09.2013  | Pruszków – Otwock                      | Warszawa Lotnisko Chopina – Sulejówek Miłosna    | Warszawa Lotnisko Chopina – Legionowo Piaski / Wieliszew            | Warszawa Zachodnia – Legionowo Piaski             |                  |                                       |                                  |
| 1.05.2013   | Pruszków – Otwock                      | Warszawa Lotnisko Chopina – Sulejówek Miłosna    | Warszawa Lotnisko Chopina – Legionowo Piaski / Wieliszew            | Warszawa Zachodnia – Wieliszew                    |                  |                                       |                                  |
| 9.12.2012   | Pruszków – Otwock                      | Warszawa Lotnisko Chopina – Sulejówek Miłosna    | Warszawa Lotnisko Chopina – Legionowo / Legionowo Piaski            | Warszawa Zachodnia – Wieliszew                    |                  |                                       |                                  |
| 3.09.2012   | Pruszków – Otwock                      | Warszawa Lotnisko Chopina – Sulejówek Miłosna    | Warszawa Lotnisko Chopina – Legionowo / Legionowo Piaski            | Warszawa Zachodnia – Wieliszew                    |                  |                                       |                                  |
| 1.06.2012   | Pruszków – Otwock                      | Warszawa Lotnisko Chopina – Sulejówek Miłosna    | Warszawa Lotnisko Chopina – Legionowo / Legionowo Piaski            | Warszawa Gdańska – Wieliszew                      |                  |                                       |                                  |
| 25.07.2011  | Pruszków – Otwock                      | Warszawa Zachodnia – Sulejówek Miłosna           |                                                                     | Warszawa Gdańska – Wieliszew                      |                  |                                       |                                  |
| 01.06.2011  | Pruszków – Otwock                      | Warszawa Wschodnia – Sulejówek Miłosna           |                                                                     | Warszawa Gdańska – Wieliszew                      |                  |                                       |                                  |
| 12.12.2010  | Pruszków – Otwock                      | Warszawa Zachodnia – Sulejówek Miłosna           |                                                                     | Warszawa Gdańska – Wieliszew                      |                  |                                       |                                  |
| 01.09.2010  | Warszawa Wschodnia – Otwock            | Pruszków – Sulejówek Miłosna                     |                                                                     | Warszawa Gdańska – Wieliszew                      |                  |                                       |                                  |
| 07.06.2010  | linia zawieszona                       | Pruszków – Sulejówek Miłosna                     | Warszawa Wschodnia – Warszawa Falenica                              | Warszawa Gdańska – Wieliszew                      |                  |                                       |                                  |
| 17.05.2010  | linia zawieszona                       | Pruszków – Sulejówek Miłosna                     | linia zawieszona                                                    | Warszawa Gdańska – Wieliszew                      |                  |                                       |                                  |
| 15.03.2010  | linia zawieszona                       | Pruszków – Sulejówek Miłosna                     | linia zawieszona                                                    | Warszawa Gdańska – Legionowo Piaski               |                  |                                       |                                  |
| 15.01.2007  | linia zawieszona                       | Pruszków – Sulejówek Miłosna                     | linia zawieszona                                                    |                                                   |                  |                                       |                                  |
| 18.12.2006  | linia zawieszona                       | Pruszków – Sulejówek Miłosna                     | linia zawieszona                                                    |                                                   |                  |                                       |                                  |
| 06.11.2006  | linia zawieszona                       | Pruszków – Warszawa Rembertów                    | linia zawieszona                                                    |                                                   |                  |                                       |                                  |
| 01.07.2006  | linia zawieszona                       | Pruszków – – Warszawa Rembertów                  | linia zawieszona                                                    |                                                   |                  |                                       |                                  |
| 03.10.2005  | Warszawa Zachodnia – Warszawa Falenica |                                                  | Warszawa Wschodnia – Warszawa Falenica                              |                                                   |                  |                                       |                                  |
| [ 5 ]       |                                        |                                                  |                                                                     |                                                   |                  |                                       |                                  |

| Kolor        | Przebieg linii                                                      |
| ------------ | ------------------------------------------------------------------- |
| Zielony      | linia przebiega przez Warszawę Śródmieście                          |
| Pomarańczowy | linia przebiega przez Warszawę Centralną                            |
| Biały        | dwa warianty linii (S3S przez Śródmieście, S3C przez Centralną)     |
| Niebieski    | linia przebiega przez Warszawę Gdańską                              |
| Fioletowy    | linia nie przebiega przez Wisłę – ani linią średnicową ani obwodową |

## Tabor
| Oznaczenie SKM | Numery boczne | Liczba | Liczba członów | Liczba miejsc siedzących | Zdjęcie | Eksploatacja |
| -------------- | ------------- | ------ | -------------- | ------------------------ | ------- | ------------ |
| 14WE           | 107–108       | 2      | 3              | 192                      |         | od 2005      |
| 19WE           | 301–304       | 4      | 4              | 180                      |         | od 2010      |
| 27WE           | 401–413       | 13     | 6              | 274                      |         | od 2011      |
| 35WE           | 501–506       | 9      | 6              | 288                      |         | od 2012      |
| 31WEba         | 601–606       | 6      | 4              | 144                      |         | od 2022      |
| 45WEa          | 701–715       | 15     | 5              | 186                      |         | od 2022      |

## Rozbudowa sieci

### Piaseczno
Dyrektor ZTM informował w maju 2011 roku, że prowadzone są działania, mające na celu otwarcie linii SKM do Piaseczna. Uruchomienie linii w tym kierunku było wtedy przewidywane po stworzeniu przez PKP PLK możliwości zawracania składów w Piasecznie. Jednak pod koniec 2016 roku, podczas spotkania z udziałem władz samorządowych i mieszkańców w Urzędzie Gminy Piaseczno, przedstawiciel ZTM zadeklarował, że z przyczyn leżących po stronie zarządcy infrastruktury, PKP Polskie Linie Kolejowe, uruchomienie połączeń SKM w tym kierunku będzie możliwe najwcześniej w 2021 roku.
Od 12 marca 2023 r. Linie S4 i S40 kursują oficjalnie z/do Piaseczna.

### Lotnisko Modlin
Po otwarciu 1 czerwca 2012 roku stacji kolejowej Warszawa Lotnisko Chopina została uruchomiona linia S3. Linia ta miała zostać przedłużona w 2012 z Legionowa do portu lotniczego Modlin w Nowym Dworze Mazowieckim. Połączenia te są realizowane przez spółkę Koleje Mazowieckie.

### Nieporęt i Radzymin
Od 2 stycznia 2020 roku siedem par pociągów linii S3 zostało wydłużonych przez Nieporęt do Radzymina. W 2023 roku SKM uruchomiło linię S40 relacji Radzymin–Piaseczno.  W 2024 skrócono linię S3 do relacji Legionowo – Warszawa Lotnisko Chopina .

### Ogólne plany
Obecnie realizowana jest rozbudowa systemu SKM, która polega na następujących działaniach:
- budowa nowych przystanków na istniejących trasach na obszarach gęsto zamieszkanych;
- remont istniejących zniszczonych przystanków, by je oddać do użytku po dziesiątkach lat nieużytku;
- przebudowa i budowanie nowych torów, by zwiększona liczba pociągów nie kolidowała z koleją regionalną i dalekobieżną;
- tworzenie nowych linii;
- zakup taboru do obsługi nowych linii.

### Stan docelowy
Od około 2000 trwają dyskusje publiczne w prasie warszawskiej i urzędowe w ZTM i SKM na temat przyszłościowego wyglądu systemu SKM w Warszawie. Plany rozbudowy SKM (z października 2007, lipca 2008 oraz maja 2009) przewidują powstanie nowych linii (lub przedłużenie istniejących) także do Grodziska Mazowieckiego, Mińska Mazowieckiego, Błonia oraz Wołomina.